# Afrodité Úrania

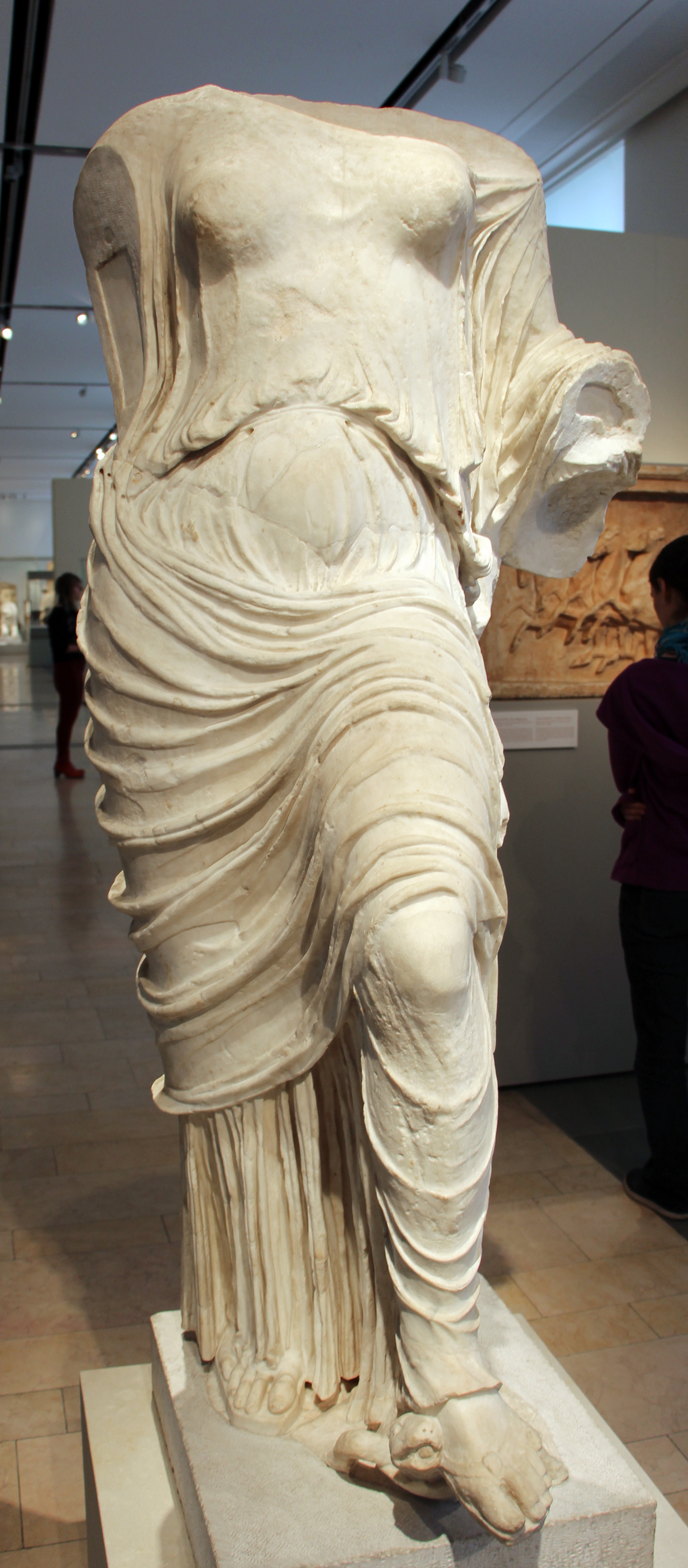
Afrodité Brazzà, socha bohyně stojící na želvě, snad kopie Feidiovy sochy Afrodity Úránie v Élidě

Afrodité Úrania „Afrodita Nebeská“, starořecky Ἀφροδίτη Οὐρανία, byla jedna z forem řecké bohyně Afrodity, často dávaná do protikladu k Afroditě Pandemos „Obecné“. Byla zobrazována stojící na labuti, želvě či glóbu. V různých scholiích se uvádí, že při úlitbách na její počest se neužívalo víno.
Platón ji zmiňuje v Symposionu, v rámci řeči přisouzené Pausaniovi. Podle té existují dvě Afrodity, z nichž první se nazývá Obecnou (Pandemos) a je dcerou Dia a Dióné, zatímco druhá, zvaná Nebeská (Úrania) je starší, zrozená bez matky z Úrana, boha nebes. Každá z nich je matkou jiného Eróta. Syn první je bohem lásky „všedních lidí“, tělesné a k dívkám i k chlapcům. Syn druhé je ale bohem lásky bez ženského prvku, tedy pouze ke chlapcům, zaměřené spíše na rozumové a charakterové kvality. Sepětí Afrodity Úránie s pederastií, respektive homosexuální láskou, vedlo sexuologa a aktivistu Karla Heinricha Ulrichse v 60. letech 19. století k vytvoření termínu uranismus pro sexuální a romantickou přitažlivost mezi dvěma muži. Zhruba o půl století po Platónovi pak v díle zvaném taktéž Symposion filosof Xenofón uvádí, že si není jist, zda se skutečně jedná o dvě rozdílné bohyně, ale zmiňuje že mají oddělené oltáře i svatyně.
Hérodotos ji ztotožnil velkými bohyněmi Předního východu, s asyrskou Mylitta, arabskou al-Lát a perským Mithrou. Kromě toho zmínil její chrám v syrském Aškalónu, ze kterého měli převzít její kult Kypřané a Řekové. Ten byl kdysi vypleněn Skyty, kteří za to byli bohyní prokleti „ženskou nemocí“, snad ztrátou mužnosti. Z těchto nájezdníků odvozuje Hérodotos původ skytských „hermafroditů“, čímž snad má na mysli Enary. Řecký cestoval Pausaniás ve 2. století popsal chrám Afrodity Úránie na agoře v Élidě, doplněný o posvátný okrsek pod širým nebem. Její sochu, stojící na želvě, měl ze slonoviny a zlata vytvořit Feidiás.
Klasický učenec John Henry Freese se domníval, že titul Úrania vznikl pod předovýchodním vlivem. Srovnává ho s titulem „Královna nebes“, který nesly různé semitské bohyně. Zároveň ale považuje chápání Afrodity Pandemos jako svého druhu méněcenné oproti Úranii za invenci filosofů a moralistů a připomíná, že byla označována jako semné „skromná, slušná“ a sloužila ji kněžka, od níž bylo vyžadováno panenství.